# West Barkwith
West Barkwith – osada i civil parish w Anglii, w Lincolnshire, w dystrykcie East Lindsey. W 2001 civil parish liczyła 58 mieszkańców.